# Lotus Elise
Lotus Elise je mali sportski automobil kojeg od 1996. proizvodi engleski proizvođač automobila Lotus. Od 2001. Elise se proizvodi u drugoj generaciji koja je i danas aktualna. Na platformi Elisea nastali su mnogi drugi automobili, kako i Lotusi (npr. Lotus Exige, Lotus 2-Eleven, Lotus Europa S...), tako i modeli drugih marki (Tesla Roadster, Opel Speedster...). 

## Prva generacija (1996. – 2001.)
Prvi Elise je predstavljen 1996. kao zamjena za već dugo prisutni Elan. Glavni cilj je od početka bio napraviti lagani sportski automobil pogodan za svakodnevnu upotrebu koji će biti pristupačan većem broju ljudi. To je postignuto jer je serijski model imao samo 720 kg. Pogonio ga je 1.8 L Roverov motor uparen s peterostupanjskim ručnim mjenjačem. Snaga tog motora iznosila je 120 KS. Kasnije su predstavljene i neke izvedbe s jačim motorima, a to su Sport 135 (135 KS), Sport 160 (160 KS), Sport 190 (190 KS), a i specijalne edicije 50th Anniversary Edition (za 50. odišnjicu osnutka Lotusa), Type 49 i Type 72.
Na platformi prvog Elisea napravljena je i prva generacija Lotusa Exige, ali i ekstremni i limitirani model 340R.

## Druga generacija (2002.-danas)
Druga generacija Elisea je najavljena krajem 2000. godine, ali je prodaja krenula tek početkom 2002. To nije u potpunosti novi model, nego samo temeljito redizajnirana prva generacija. U početku se nudio isti 1.8 L Roverov motor sa snagom od 120, 135 i 190 KS, ali dva jača su ubrzo zamijenjena Toyotinim motorima istog obujma i šesterostupanjskim mjenjačem, dok je najslabiji motor od 120 KS ostao u ponudi sve do 2005. i tek je tada zamijenjen. S najjačim motorom Eliseu je od 0 do 100 km/h trebalo samo 4.8 sekundi. To je ujedno i prvi automobil proizveden u novoj Lotusovoj tvornici u Hethelu.
U ljeto 2004. krenula je prodaja Elisea u SAD-u, no automobil nije u potpunosti zadovoljavao američke sigurnosne standardne s obzirom na to da je ovo za američke pojmove jako mali automobil, pa su bile potrebne posebne prilagodbe automobila za to tržište.
Elise je blago unaprijeđivan i dotjerivan 2006. i 2007. godine, a promijenjena je optika stražnjih svjetala, dok je osnovnom motoru snaga povećana s 120 na 134 KS.
Veću promjenu motorizacije Elise je doživio 2008. Osnovni motor od 134 KS je ostao, a Elise pogonjen tim motorom je nazvan Elise S. Stepenicu više je smješten Elise R s motorom od 190 KS, dok je vrh ponude Elise SC, a to je u biti isti 1.8 litreni iz Elisea R kojem je dodan kompresor koji snagu povećava na 218 KS, a ubrzanje od 0 do 100 km/h smanjuje na 4.4 sekunde. Također, ugrađuju se i moderni dodaci poput ABS-a, klima-uređaja, električni podizači prozora i ostali koji su ukupnu masu povećali na 901 kg.
Specijalne edicije Elisea druge generacije su Type 23, Type 25, Type 49, Type 72 i Type 99T.

## Vanjska poveznica
- Lotus Elise  Arhivirana inačica izvorne stranice od 17. svibnja 2008. (Wayback Machine)